# راحت‌آباد (نائین)
راحت‌آباد (نائین)، روستایی از توابع بخش مرکزی شهرستان نائین در استان اصفهان ایران است.

## جمعیت
این روستا در دهستان لای سیاه مرز قرار دارد و براساس سرشماری مرکز آمار ایران در سال 1402، جمعیت آن9 نفر (4خانوار) بوده‌است.